# Liebster Jesu, mein Verlangen
Liebster Jesu, mein Verlangen (in tedesco, "Amato Gesù, mio desiderio") BWV 32 è una cantata di Johann Sebastian Bach.

## Storia
La cantata Liebster Jesu, mein Verlangen venne composta da Bach a Lipsia alla fine del 1725 o nei primi giorni del 1726 e fu eseguita per la prima volta il 13 gennaio 1726, prima domenica dopo l'epifania. Il libretto è di Georg Christian Lehms per i movimenti dal primo al quinto e di Paul Gerhardt per il sesto.

## Struttura
La cantata è scritta per soprano solista, basso solista, coro, violino I e II, oboe, viola e basso continuo ed è suddivisa in sei movimenti:
1. Aria: Liebster Jesu, mein Verlangen, per soprano, oboe, archi e continuo.
2. Recitativo: Was ists, dass du mich gesuchet?, per basso e continuo.
3. Aria: Hier, in meines Vaters Stätte, per basso, violino e continuo.
4. Recitativo: Ach! heiliger und großer Gott, per soprano, basso, archi e continuo.
5. Duetto: Nun verschwinden alle Plagen, per soprano, basso, oboe, archi e continuo.
6. Corale: Mein Gott, öffne mir die Pforten, per coro, oboi, archi e continuo.